# Вошива (притока Інгулу)
Вошива, Вшива — річка у Компаніївському районі Кіровоградської області, права притока Інгулу (басейн Південного Бугу).

## Опис
Довжина річки 22  км., похил річки — 3,2 м/км. Формується з декількох безіменних струмків та водойм. Площа басейну 151 км².

## Розташування

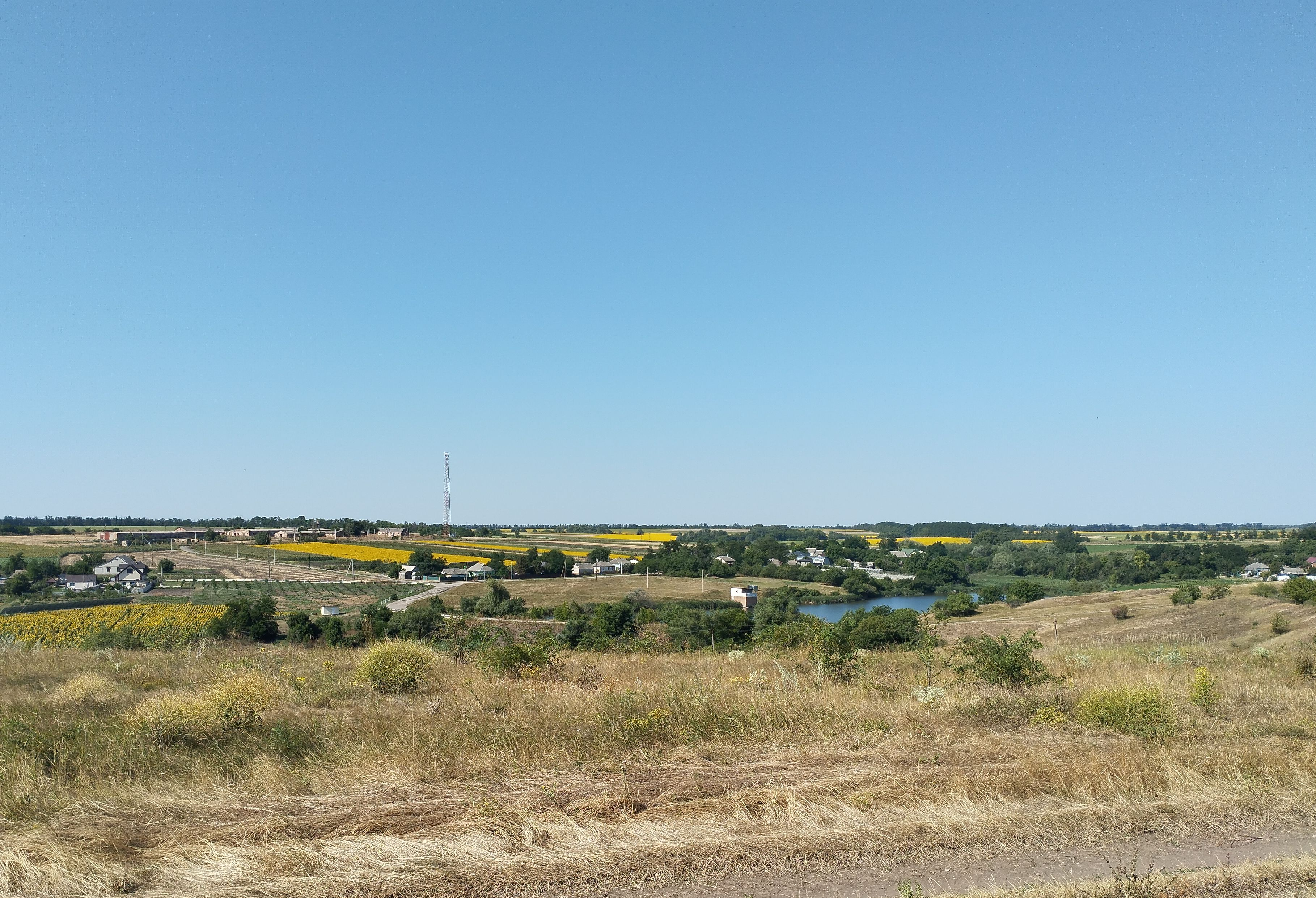
Долина Вошива в районі с.Мар'ївка Кропивницького району.

Вошива бере початок з водойми в селі Мар'ївка. Тече переважно на південний схід через села Зелене та Сасівку. На південному сході від села Губівки впадає у річку Інгул, ліву притоку Південного Бугу.